# Ключи (приток Туры)
Ключи (Войновка) — речка в России, на окраине города Тюмень. Правый приток реки Туры. Впадает в озеро Кривое, которое является старицей Туры.
Ранее речка Войновка протекала возле деревни Войновка. Также речка имела название Ключи из-за большого количества ключей, питающих её. Сейчас на территории Тюмени на большей части пути спрятана в трубу. Под железнодорожной Транссибирской магистралью протекает в трубе между остановочными пунктами 2145 км и 2146 км.
На поверхности сохранилась в районе Гилёвской рощи.
Речка Войновка указана на карте Тюменского уезда 1808 года.

## Притоки
После Гилёво в речку впадает справа безымянный ручей.

## Данные водного реестра
Код объекта в государственном водном реестре — 14010502312299000000480. Устье реки находится в 171,23 км Туры..
По данным государственного водного реестра России относится к Иртышскому бассейновому округу, речной бассейн — Иртыш, речной подбассейн реки — Тобол.  Водохозяйственный участок реки — Тура от впадения реки Тагил до устья без рек Тагил, Ница и Пышма.